# Gunvor Friman
Gunvor Louise Kamke-Friman, även verksam under namnet Gunvor Kamke, född 16 februari 1918 i Nacka, död 30 mars 1991 i Öja församling, Växjö stift, var en svensk målare och tecknare.
Hon var dotter till Ivar Kamke och Käthe Kyritz och gift första gången med läkaren Ivar Friman och andra gången 1970 med Sven Joann (1908–1985). Hon studerade vid Otte Skölds målarskola i Stockholm 1947–1948 och var elev vid Department of Fine Art vid University of California, Berkeley 1949–1950. Under sin tid i USA företog hon studieresor i landet. Hon vistades i Frankrike 1952 och studerade då olika konstformer. Hennes konst består av stilleben, porträtt, figurmålningar och landskap i olja eller akvarell samt teckningar i tusch och blyerts.